# Ordre de bataille confédéré d'Antietam
L'ordre de bataille confédéré d'Antietam présente les unités et commandants de l'armée des États confédérés qui ont combattu lors de la bataille d'Antietam de la guerre de Sécession. L'ordre de bataille unioniste d'Antietam est indiqué séparément ainsi qu'un ordre de bataille global au niveau de la brigade. L'ordre de bataille est compilé à partir de l'organisation de l'armée au cours de la campagne, des décomptes des victimes et des rapports.

## Abréviations utilisées

### Grade militaire
- Général
- Lieutenant général
- Major général
- Brigadier général
- Colonel
- Lieutenant-colonel
- Commandant
- Capitaine
- Premier lieutenant

### Autre
- (b) = blessé
- mb = mortellement blessé
- † = tué
- (PDG) = capturé

## Armée de Virginie du Nord
Général Robert E. Lee

### Aile droite
Major général James Longstreet
| Division                                                                                   | Brigade | Régiments et autres |
| ------------------------------------------------------------------------------------------ | --- | --- |
| Division de McLaws Major général Lafayette McLaws                                          | Brigade de Kershaw Brigadier général Joseph B. Kershaw                                                       | - 2nd South Carolina : Colonel John D. Kennedy (b), Commandant Franklin Gaillard - 3rd South Carolina : Colonel James D. Nance - 7th South Carolina : Colonel David W. Aiken (b), Capitaine John S. Hard - 8th South Carolina : Lieutenant-colonel Axalla J. Hoole |
| Division de McLaws Major général Lafayette McLaws                                          | Brigade de Cobb Lieutenant-colonel Christopher C. Sanders Lieutenant-colonel William MacRae                  | - 16th Georgia : Lieutenant-colonel Philip Thomas - 24th Georgia : Commandant Robert E. McMillan (b) - Cobb's (Georgia) Legion : Lieutenant-colonel Luther Glenn - 15th North Carolina : Lieutenant-colonel William MacRae |
| Division de McLaws Major général Lafayette McLaws                                          | Brigade de Semmes Brigadier général Paul J. Semmes                                                           | - 10th Georgia : Commandant Willis C. Ho Premier lieutenant (b), Capitaine William Johnston (b), Capitaine Philologus H. Loud (b) - 53rd Georgia : Lieutenant-colonel Thomas Sloan (mb), Capitaine Samuel W. Marshborne - 15th Virginia : Capitaine Emmett M. Morrison (b), Capitaine Edward J. Willis - 32nd Virginia : Colonel Edgar B. Montague |
| Division de McLaws Major général Lafayette McLaws                                          | Brigade de Barksdale Brigadier général William Barksdale                                                     | - 13th Mississippi : Lieutenant-colonel Kennon McElroy - 17th Mississippi : Lieutenant-colonel John C. Fiser - 18th Mississippi : Commandant James C. Campbell (b), Lieutenant-colonel William H. Luse - 21st Mississippi : Capitaine John Sims, Colonel Benjamin G. Humphreys |
| Division de McLaws Major général Lafayette McLaws                                          | Artillerie Commandant Samuel P. Hamilton Colonel Henry C. Cabell                                             | - Batterie de Manly (1st North Carolina, batterie A) : Capitaine Basil C. Manly - Artillerie de Pulaski (Géorgie) : Capitaine John P. W. Read - Artillerie de Richmond (Fayette) : Capitaine Miles C. Macon - Obusiers de Richmond, première compagnie : Capitaine Edward S. McCarthy - Artillerie de Troup (Géorgie). Carlton |
| Division d'Anderson Major général Richard H. Anderson (b) Brigadier général Roger A. Pryor | Brigade de Wilcox Colonel Alfred Cumming (b) Commandant Hilary A. Herbert Capitaine James M. Crow            | - 8th Alabama : Commandant Hilary A. Herbert - 9th Alabama : Commandant Jeremiah H. Johnston (b), Capitaine James M. Crow - 10th Alabama : Capitaine George C. Whatley (†) - 11th Alabama : Commandant John C. C. Sanders |
| Division d'Anderson Major général Richard H. Anderson (b) Brigadier général Roger A. Pryor | Brigade de Mahone Colonel William A. Parham                                                                  | - 6th Virginia : Capitaine John R. Ludlow - 12th Virginia - 16th Virginia - 41st Virginia - 61st Virginia |
| Division d'Anderson Major général Richard H. Anderson (b) Brigadier général Roger A. Pryor | Brigade de Featherston Colonel Carnot Posey                                                                  | - 12th Mississippi : Colonel William H. Taylor - 16th Mississippi : Capitaine Abram M. Feltus - 19th Mississippi : Colonel Nathaniel H. Harris (b) - 2nd Mississippi Battalion : Commandant William S. Wilson (mb) |
| Division d'Anderson Major général Richard H. Anderson (b) Brigadier général Roger A. Pryor | Brigade de Armistead Brigadier général Lewis A. Armistead (b) Colonel James G. Hodges                        | - 9th Virginia : Capitaine William J. Richardson - 14th Virginia : Colonel James G. Hodges - 38th Virginia : Colonel Edward C. Edmonds - 53rd Virginia : Capitaine William G. Pollard (†) - 57th Virginia |
| Division d'Anderson Major général Richard H. Anderson (b) Brigadier général Roger A. Pryor | Brigade de Pryor Brigadier général Roger A. Pryor Colonel John C. Hately (b)                                 | - 14th Alabama : Commandant James A. Broome - 2nd Florida : Colonel William D. Ballantine (b), Premier lieutenant Henry C. Geiger - 5th Florida : Colonel John C. Hately (b), Lieutenant-colonel Thomas B. Lamar (b), Commandant Benjamin F. Davis - 8th Florida : Lieutenant-colonel Georges A. G. De Coppens (†), Capitaine Richard A. Waller (†), Capitaine William Baya - 3rd Virginia : Colonel Joseph Mayo, Jr. (b), Lieutenant-colonel Alexander D. Callcote |
| Division d'Anderson Major général Richard H. Anderson (b) Brigadier général Roger A. Pryor | Brigade de Wright Brigadier général Ambrose R. Wright (b) Colonel Robert H. Jones (b) Colonel William Gibson | - 44th Alabama : Lieutenant-colonel Charles A. Derby (†), Commandant William F. Perry - 3rd Georgia : Capitaine Reuben B. Nisbit (b), Capitaine John T. Jones - 22nd Georgia : Colonel Robert H. Jones (b), Capitaine Lawrence D. Lallerstedt (b) - 48th Georgia : Colonel William Gibson |
| Division d'Anderson Major général Richard H. Anderson (b) Brigadier général Roger A. Pryor | Artillerie Commandant John S. Saunders                                                                       | - Artillerie de Donaldsonville (Louisiane) : Capitaine Victor Maurin - Artillerie de Norfolk (Virginie) (batterie de Huger) : Premier lieutenant Charles R. Phelps - Batterie de Moorman (Virginie) : Capitaine Marcellus N. Moorman - Artillerie de Portsmouth (Virginie) : Capitaine Cary F. Grimes (†) - Artillerie de Dixie (Virginie) : Capitaine William H. Chapman                                                                                           |
| Division de Jones Brigadier général David R. Jones                                         | Brigade de Toombs Brigadier général Robert Toombs (b) Colonel Henry L. Benning                               | - 2nd Georgia : Lieutenant-colonel William R. Holmes (†), Commandant Skidmore Harris (b), Capitaine Abner M. Lewis - 15th Georgia : Colonel William T. Millican (mb), Capitaine Thomas H. Jackson - 17th Georgia : Capitaine John A. McGregor - 20th Georgia : Colonel John B. Cumming |
| Division de Jones Brigadier général David R. Jones                                         | Brigade de Drayton Brigadier général Thomas F. Drayton                                                       | - 50th Georgia : Lieutenant-colonel Francis Kearse - 51st Georgia - Légion de Philips (Georgie) - 15th South Carolina : Colonel William D. DeSaussure - 3rd South Carolina Battalion : Capitaine George M. Gunnels |
| Division de Jones Brigadier général David R. Jones                                         | Brigade de Pickett Brigadier général Richard B. Garnett                                                      | - 8th Virginia : Colonel Eppa Hunton - 18th Virginia : Commandant George C. Cabell - 19th Virginia : Premier lieutenant William N. Wood - 28th Virginia : Capitaine William L. Wingfield - 56th Virginia : Capitaine John B. McPhail, Jr. |
| Division de Jones Brigadier général David R. Jones                                         | Brigade de Kemper Brigadier général James L. Kemper                                                          | - 1st Virginia : Capitaine George F. Newton, Commandant William H. Palmer - 7th Virginia : Commandant Arthur Herbert - 11th Virginia - 17th Virginia : Colonel Montgomery D. Corse (b) - 24th Virginia : Colonel William R. Terry |
| Division de Jones Brigadier général David R. Jones                                         | Brigade de Jenkins Colonel Joseph Walker                                                                     | - 1st South Carolina (Volunteers) : Lieutenant-colonel Daniel Livingston (b) - 2nd South Carolina Rifles : Colonel Robert A. Thompson - 5th South Carolina : Capitaine Thomas C. Beckham - 6th South Carolina : Capitaine Edward B. Cantey (b) - 4th South Carolina Battalion : Premier lieutenant W. T. Field - Palmetto (South Carolina) Sharpshooters : Capitaine Alfred H. Foster (b), Capitaine Franklin W. Kirkpatrick                                        |
| Division de Jones Brigadier général David R. Jones                                         | Brigade de Jones Colonel George T. Anderson                                                                  | - 1st Georgia (Regulars) : Colonel William J. Magill (b), Capitaine Richard A. Wayne - 7th Georgia : Colonel George H. Carmical - 8th Georgia : Colonel John R. Towers - 9th Georgia : Lieutenant-colonel John C. L. Mounger (b) - 11th Georgia : Commandant Francis H. Little |
| Division de Jones Brigadier général David R. Jones                                         | Artillerie                                                                                                   | - Artillerie de Wise (Virginie) : Capitaine James S. Brown |
| Division Walker Brigadier général John G. Walker                                           | Brigade de Walker Colonel Van H. Manning (b) Colonel Edward D. Hall                                          | - 3rd Arkansas : Capitaine John W. Reedy - 27th North Carolina : Colonel John R. Cooke - 46th North Carolina : Colonel Edward D. Hall, Lieutenant-colonel William A. Jenkins - 48th North Carolina : Colonel Robert C. Hill - 30th Virginia : Lieutenant-colonel Robert S. Chew (b) - Batterie de French (Virginie) : Capitaine Thomas B. French |
| Division Walker Brigadier général John G. Walker                                           | Brigade de Ransom Brigadier général Robert Ransom, Jr.                                                       | - 24th North Carolina : Lieutenant-colonel John L. Harris - 25th North Carolina : Colonel Henry M. Rutledge - 35th North Carolina : Colonel Matt W. Ransom - 49th North Carolina : Lieutenant-colonel Leroy M. McAfee - Batterie de Branch (Virginie) : Capitaine James R. Branch |
| Division de Hood Brigadier général John Bell Hood                                          | Brigade de Hood Colonel William T. Wofford                                                                   | - 18th Georgia: Lieutenant-colonel Solon Z. Ruff - Légion de Hampton (Caroline du Sud) : Lieutenant-colonel Martin W. Gary - 1st Texas: Lieutenant-colonel Philip A. Work - 4th Texas: Lieutenant-colonel Benjamin F. Carter - 5th Texas: Capitaine Ike N. M. Turner |
| Division de Hood Brigadier général John Bell Hood                                          | Brigade de Whiting Colonel Evander M. Law                                                                    | - 4th Alabama : Capitaine Lawrence H. Scruggs (b), Capitaine William M. Robbins - 2nd Mississippi : Colonel John M. Stone (b), Premier lieutenant William C. Moody - 11th Mississippi : Lieutenant-colonel Samuel F. Butler (mb), Commandant Taliaferro S. Evans (†) - 6th North Carolina : Commandant Robert F. Webb (b) |
| Division de Hood Brigadier général John Bell Hood                                          | Artillerie Commandant Bushrod W. Frobel                                                                      | - Artillerie allemande (Caroline du Sud) : Capitaine William K. Bachman - Artillerie de Palmetto (Caroline du Sud) : Capitaine Hugh R. Garden - Artillerie de Rowan (Caroline du Nord) : Capitaine James Reilly |
| Rapportant directement                                                                     | Brigade d'Evans Brigadier général Nathan G. Evans Colonel Peter F. Stevens (b)                               | - 17th South Carolina : Colonel Fitz W. McMaster - 18th South Carolina : Colonel William H. Wallace - 22nd South Carolina : Commandant Miel Hilton - 23rd South Carolina : Premier lieutenant E. R. White - Légion de Holcombe (Caroline du Sud) : Colonel Peter F. Stevens - Artillerie de Macbeth (Caroline du Sud) : Capitaine Robert Boyce |
| Artillerie de réserve                                                                      | Artillerie de Washington (Louisiane) Colonel James B. Walton                                                 | - Première compagnie : Capitaine Charles W. Squires - Deuxième compagnie : Capitaine John B. Richardson - Troisième compagnie : Capitaine Merritt B. Miller - Quatrième compagnie : Capitaine Benjamin F. Eshleman |
| Artillerie de réserve                                                                      | Bataillon de Lee Colonel Stephen D. Lee                                                                      | - Artillerie d'Ashland (Virginie) : Capitaine Pichegru Woolfolk, Jr. - Artillerie de Bedford (Virginie) : Capitaine Tyler C. Jordan - Artillerie de Brooks (Caroline du Sud) (batterie de Rhett) : Premier lieutenant William Elliott - Batterie d'Eubank (Virginie) : Capitaine John L. Eubank - Artillerie légère de Madison (Louisiane) : Capitaine George V. Moody - Batterie de Parker (Virginie) : Capitaine William W. Parker                                |

### Aile Gauche
Major général Thomas J. Jackson
Chef de l'artillerie :  Colonel Stapleton Crutchfield
Escorte :
- 4th Virginia Cavalry, compagnie H :  Capitaine Robert Randolph
- White's Virginia Cavalry (3 compagnies) :  Capitaine Elijah V. White

| Division | Brigade | Régiments et autres |
| --- | --- | --- |
| Division d'Ewell Brigadier général Alexander Lawton (b) Brigadier général Jubal A. Early                                  | Brigade de Lawton Colonel Marcellus Douglass (†) Commandant John H. Lowe Colonel John H. Lamar                                             | - 13th Georgia : Capitaine D. A. Kidd - 26th Georgia - 31st Georgia : Lieutenant-colonel John T. Crowder (b), Commandant John H. Lowe - 38th Georgia : Capitaine William H. Battey (†), Capitaine Peter Brennan - 60th Georgia: Commandant Waters B. Jones - 61st Georgia: Colonel John H. Lamar, Commandant Archibald P. McRae (†) |
| Division d'Ewell Brigadier général Alexander Lawton (b) Brigadier général Jubal A. Early                                  | Brigade d'Early Brigadier général Jubal A. Early Colonel William Smith (b)                                                                 | - 13th Virginia : Capitaine Frank V. Winston - 25th Virginia : Capitaine Robert D. Lilley - 31st Virginia - 44th Virginia : Capitaine David W. Anderson (b) - 49th Virginia : Colonel William Smith, Lieutenant-colonel Jonathan C. Gibson (b) - 52nd Virginia : Colonel Michael G. Harman - 58th Virginia :B |
| Division d'Ewell Brigadier général Alexander Lawton (b) Brigadier général Jubal A. Early                                  | Brigade de Trimble Colonel James A. Walker (b)                                                                                             | - 15th Alabama : Capitaine Isaac B. Feagin - 12th Georgia : Capitaine James G. Rogers (†), Capitaine John T. Carson - 21st Georgia : Commandant Thomas C. Glover (b), Capitaine James C. Nisbit - 21st North Carolina : Capitaine F. P. Miller (†) - 1st North Carolina Battalion Sharpshooters |
| Division d'Ewell Brigadier général Alexander Lawton (b) Brigadier général Jubal A. Early                                  | Brigade de Hays Brigadier général Harry T. Hays                                                                                            | - 5th Louisiana : Colonel Henry Forno - 6th Louisiana : Colonel Henry B. Strong (†) - 7th Louisiana - 8th Louisiana : Lieutenant-colonel Trevanion D. Lewis (b) - 14th Louisiana |
| Division d'Ewell Brigadier général Alexander Lawton (b) Brigadier général Jubal A. Early                                  | Artillerie Commandant Alfred R. Courtney                                                                                                   | - Batterie de Johnson (Virginie) : Capitaine John R. Johnson - Artillerie de la garde de Louisiane : Capitaine Louis E. D'Aquin |
| Division légère d'A. P. Hill Major général Ambrose P. Hill                                                                | Brigade de Branch Brigadier général Lawrence O. Branch (†) Colonel James H. Lane                                                           | - 7th North Carolina : Colonel Edward G. Haywood - 18th North Carolina : Lieutenant-colonel Thomas J. Purdie - 28th North Carolina : Colonel James H. Lane, Commandant William J. Montgomery - 33rd North Carolina : Lieutenant-colonel Robert F. Hoke - 37th North Carolina : Capitaine William G. Morris |
| Division légère d'A. P. Hill Major général Ambrose P. Hill                                                                | Brigade de Gregg Brigadier général Maxcy Gregg (b)                                                                                         | - 1st South Carolina (armée provisoire) : Colonel Daniel H. Hamilton, Sr. - 1st South Carolina Rifles : Lieutenant-colonel James M. Perrin (b) - 12th South Carolina : Colonel Dixon Barnes (mb), Commandant William H. McCorkle - 13th South Carolina : Colonel Oliver E. Edwards - 14th South Carolina : Lieutenant-colonel William D. Simpson |
| Division légère d'A. P. Hill Major général Ambrose P. Hill                                                                | Brigade de Field Colonel John M. Brockenbrough                                                                                             | - 40th Virginia : Lieutenant-colonel Fleet W. Cox - 47th Virginia : Lieutenant-colonel John W. Lyell - 55th Virginia : Commandant Charles N. Lawson - 22nd Virginia Battalion : Commandant Edward P. Taylor |
| Division légère d'A. P. Hill Major général Ambrose P. Hill                                                                | Brigade d'Archer Brigadier général James J. Archer Colonel Peter Turney                                                                    | - 5th Alabama Battalion : Capitaine Charles M. Hooper - 19th Georgia : Commandant James H. Neal - 1st Tennessee (armée provisoire) : Colonel Peter Turney - 7th Tennessee : Premier lieutenant George A. Howard - 14th Tennessee : Colonel William McComb (b), Lieutenant-colonel James W. Lockert |
| Division légère d'A. P. Hill Major général Ambrose P. Hill                                                                | Brigade de Pender Brigadier général William D. Pender                                                                                      | - 16th North Carolina : Lieutenant-colonel William A. Stowe - 22nd North Carolina : Commandant Christopher C. Cole - 34th North Carolina : Lieutenant-colonel John McDowell - 38th North Carolina |
| Division légère d'A. P. Hill Major général Ambrose P. Hill                                                                | Artillerie Lieutenant-colonel R. Lindsay Walker                                                                                            | - Artillerie de Pee Dee (Caroline du Sud) : Capitaine David G. McIntosh - Batterie de Crenshaw (Virginie) : Capitaine William G. Crenshaw - Artillerie de Fredericksburg (Virginie) : Capitaine Carter M. Braxton - Artillerie de Purcell (Virginie) : Capitaine William R. J. Pegram |
| Division de Jackson Brigadier général John R. Jones (b) Brigadier général William E. Starke (†) Colonel Andrew J. Grigsby | Brigade de Winder Colonel Andrew J. Grigsby Lieutenant-colonel Robert D. Gardner (b) Commandant Hazael J. Williams                         | - 4th Virginia : Lieutenant-colonel Robert D. Gardner - 5th Virginia : Commandant Hazael J. Williams, Capitaine E. L. Curtis (b) - 27th Virginia : Capitaine Frank C. Wilson - 33rd Virginia : Capitaine Jacob Golladay (b), Premier lieutenant David Walton |
| Division de Jackson Brigadier général John R. Jones (b) Brigadier général William E. Starke (†) Colonel Andrew J. Grigsby | Brigade de Taliaferro Colonel Edward T. H. Warren Colonel James W. Jackson (b) Colonel James L. Sheffield                                  | - 47th Alabama : Colonel James W. Jackson, Commandant James M. Campbell - 48th Alabama : Colonel James L. Sheffield - 10th Virginia - 23rd Virginia - 37th Virginia : Lieutenant-colonel John F. Terry (b) |
| Division de Jackson Brigadier général John R. Jones (b) Brigadier général William E. Starke (†) Colonel Andrew J. Grigsby | Brigade de Jones Capitaine John E. Penn (b) Capitaine A. C. Page (b) Capitaine Robert W. Withers                                           | - 21st Virginia : Capitaine A. C. Page(p80) - 42nd Virginia : Capitaine Robert W. Withers, Capitaine D. W. Garrett - 48th Virginia : Capitaine John H. Candler - 1st Virginia Battalion : Premier lieutenant Charles A. Davidson |
| Division de Jackson Brigadier général John R. Jones (b) Brigadier général William E. Starke (†) Colonel Andrew J. Grigsby | Brigade de Starke Brigadier général William E. Starke Colonel Jesse M. Williams (b) Colonel Leroy A. Stafford (b) Colonel Edmund Pendleton | - 1st Louisiana : Lieutenant-colonel Michael Nolan (b), Capitaine William E. Moore - 2nd Louisiana : Colonel Jesse M. Williams - 9th Louisiana : Colonel Leroy A. Stafford, Lieutenant-colonel William R. Peck - 10th Louisiana : Capitaine Henry D. Monier - 15th Louisiana : Colonel Edmund Pendleton - Bataillon de Coppens (First Louisiana Zouaves) : Capitaine M. Alfred Coppens |
| Division de Jackson Brigadier général John R. Jones (b) Brigadier général William E. Starke (†) Colonel Andrew J. Grigsby | Artillerie Commandant Lindsay M. Shumaker                                                                                                  | - Artillerie d'Alleghany (Virginie) : Capitaine Joseph Carpenter - Artillerie de Baltimore (Maryland) : Capitaine John B. Brockenbrough - Artillerie de Danville (Virginie) : Capitaine George Wooding - Artillerie de Hampden (Virginie) : Capitaine William H. Caskie - Batterie de Lee (Virginie) : Capitaine Charles I. Raine - Artillerie de Rockbridge (Virginie) : Capitaine William T. Poague |
| Division de D. H. Hill Major général Daniel H. Hill                                                                       | Brigade de Ripley Brigadier général Roswell S. Ripley (b) Colonel George P. Doles                                                          | - 4th Georgia : Colonel George P. Doles, Commandant Robert S. Smith (†), Capitaine William H. Willis - 44th Georgia : Capitaine John C. Key - 1st North Carolina : Lieutenant-colonel Hamilton A. Brown - 3rd North Carolina : Colonel William L. De Rosset (b), Commandant Stephen D. Thruston (b) |
| Division de D. H. Hill Major général Daniel H. Hill                                                                       | Brigade de Rodes Brigadier général Robert E. Rodes (b)                                                                                     | - 3rd Alabama: Colonel Cullen A. Battle - 5th Alabama: Commandant Edwin L. Hobson - 6th Alabama: Colonel John B. Gordon (b), Lieutenant-colonel James N. Lightfoot (b) - 12th Alabama : Capitaine E. Tucker (†), Capitaine W. L. Maroney (b), Capitaine Adolph Proskauer (b) - 26th Alabama : Colonel Edward A. O'Neal (b) |
| Division de D. H. Hill Major général Daniel H. Hill                                                                       | Brigade de Garland Colonel Duncan K. McRae (b)                                                                                             | - 5th North Carolina : Capitaine Thomas M. Garrett - 12th North Carolina : Capitaine Shugan Snow - 13th North Carolina : Lieutenant-colonel Thomas Ruffin, Jr. (b), Capitaine Joseph H. Hyman - 20th North Carolina : Colonel Alfred Iverson, Jr. - 23rd North Carolina : Colonel Daniel H. Christie |
| Division de D. H. Hill Major général Daniel H. Hill                                                                       | Brigade d'Anderson Brigadier général George B. Anderson (mb) Colonel Risden T. Bennett (b)                                                 | - 2nd North Carolina: Colonel Charles C. Tew (†), Capitaine Gideon M. Roberts - 4th North Carolina : Colonel Bryan Grimes, Capitaine William T. Marsh (†), Capitaine Daniel P. Latham (†) - 14th North Carolina : Colonel Risden T. Bennett - 30th North Carolina : Colonel Francis M. Parker (b), Commandant William W. Sillers |
| Division de D. H. Hill Major général Daniel H. Hill                                                                       | (vieille) Brigade de Rains Colonel Alfred H. Colquitt                                                                                      | - 13th Alabama : Colonel Birkett D. Fry (b), Lieutenant-colonel William H. Betts (b) - 6th Georgia : Lieutenant-colonel James M. Newton (†), Commandant Philemon Tracy (mb), Premier lieutenant Eugene P. Bennett - 23rd Georgia : Colonel William P. Barclay (†), Lieutenant-colonel Emory F. Best (b), Commandant James H. Huggins (b) - 27th Georgia : Colonel Levi B. Smith (†), Lieutenant-colonel Charles T. Zachry (b), Capitaine William H. Rentfro - 28th Georgia : Commandant Tully Graybill (b), Capitaine Nehemiah J. Garrison (b), Capitaine George W. Warthen |
| Division de D. H. Hill Major général Daniel H. Hill                                                                       | Artillerie Commandant Scipio Pierson | - Batterie de Hardaway (Alabama) : Capitaine Robert A. Hardaway - Artillerie de Jefferson Davis (Alabama) : Capitaine James W. Bondurant - Batterie de Jones (Virginie) : Capitaine William B. Jones - Artillerie de King William (Virginie) : Capitaine Thomas H. Carter (b) |

### Artillerie de réserve
| Division                                                     | Bataillons                                           | Batteries |
| ------------------------------------------------------------ | ---------------------------------------------------- | --- |
| Artillerie de réserve Brigadier général William N. Pendleton | Bataillon de Brown Colonel J. Thompson Brown         | - Artillerie de Powhatan (Virginie) : Capitaine Willis J. Dance - Obusiers de Richmond (Virginie), deuxième compagnie : Capitaine David Watson - Obusiers de Richmond (Virginie), troisième compagnie : Capitaine Benjamin H. Smith, Jr. - Artillerie de Salem (Virginie) : Capitaine Abraham Hupp - Artillerie de Williamsburg (Virginie) : Capitaine John A. Coke |
| Artillerie de réserve Brigadier général William N. Pendleton | Bataillon de Cutts Lieutenant-colonel Allen S. Cutts | - Batterie de Blackshears (Géorgie) : Capitaine James A. Blackshear - Artillerie d'Irwin (Géorgie) : Capitaine John Lane - Batterie de Lloyd (Caroline du Nord) : Capitaine Whitmel P. Lloyd - Batterie de Patterson (Géorgie) : Capitaine George M. Patterson - Batterie de Ross (Géorgie) : Capitaine Hugh M. Ross                                                |
| Artillerie de réserve Brigadier général William N. Pendleton | Bataillon de Jones Commandant Hilary P. Jones        | - Artillerie de Morris (Virginie) : Capitaine Richard C. M. Page - Artillerie d'Orange (Virginie) : Capitaine Jefferson Peyton - Batterie de Turner (Virginie) : Capitaine William H. Turner - Batterie de Long Island (Virginie) : Capitaine Abram Wimbish |
| Artillerie de réserve Brigadier général William N. Pendleton | Bataillon de Nelson Commandant William Nelson        | - Artillerie d'Amherst (Virginie) : Capitaine Thomas J. Kirkpatrick - Artillerie de Fluvanna (Virginie) : Capitaine John J. Ancell - Batterie de Huckstep (Virginie) : Capitaine Charles T. Huckstep - Batterie de Johnson (Virginie) : Cpt. Marmaduke Johnson - Artillerie de Milledge (Géorgie) : Capitaine John Milledge                                         |
| Artillerie de réserve Brigadier général William N. Pendleton | Diverses batteries                                   | - Batterie de Cutshaw (Virginie) - Artillerie de Magruder (Virginie) - Batterie de Rice (Virginie) : Capitaine William H. Rice |

### Cavalerie
| Division                                           | Brigade                                           | Régiments et autres |
| -------------------------------------------------- | ------------------------------------------------- | --- |
| Division de Stuart Major général James E.B. Stuart | Brigade de Hampton Brigadier général Wade Hampton | - 1st North Carolina : Colonel Laurence S. Baker - 2nd South Carolina : Colonel Matthew C. Butler - 10th Virginia - Cobb's (Georgia) Legion : Lieutenant-colonel Pierce M. B. Young (b), Commandant William G. Delony - Jeff Davis (Mississippi) Legion : Lieutenant-colonel William T. Martin |
| Division de Stuart Major général James E.B. Stuart | Brigade de Lee Brigadier général Fitzhugh Lee     | - 1st Virginia : Lieutenant-colonel Luke T. Brien - 3rd Virginia : Lieutenant-colonel John T. Thornton (mb), Capitaine Thomas Owens - 4th Virginia : Colonel Williams C. Wickham - 5th Virginia : Colonel Thomas L. Rosser - 9th Virginia                                                      |
| Division de Stuart Major général James E.B. Stuart | Brigade de Robertson Colonel Thomas T. Munford    | - 2nd Virginia : Lieutenant-colonel Richard H. Burks - 6th Virginia - 7th Virginia : Capitaine Samuel B. Myers - 12th Virginia : Colonel Asher W. Harman - 17th Virginia Battalion |
| Division de Stuart Major général James E.B. Stuart | Artillerie montée Capitaine John Pelham           | - Batterie de Chew (Virginie) : Capitaine R. Preston Chew - Batterie de Hart (Caroline du Sud) : Capitaine James F. Hart - Batterie de Pelham (Virginie) : Capitaine John Pelham |